# アレクサンドロス・フリサフォス
アレクサンドロス・フリサフォス（英: Alexandros Khrisafos）は、ギリシャの競泳選手。
1896年のアテネオリンピック男子100m自由形に出場した。記録や順位は分かっていないが、3位以下なことは確かである。